# Serra de l'Esteve
La Serra de l'Esteve és una serra situada als municipis de Vandellòs i l'Hospitalet de l'Infant (Baix Camp) i Tivissa (Ribera d'Ebre), amb una elevació màxima de 586 metres. Forma part de la Serralada Prelitoral Catalana.